# Scherbenpark (Film)
Scherbenpark ist eine deutsche Literaturverfilmung nach dem Roman Scherbenpark von Alina Bronsky, in der Regie von Bettina Blümner aus dem Jahr 2013.

## Handlung
Die 17-jährige Sascha hat nur ein Ziel vor Augen: Sie will ihren Stiefvater Vadim umbringen. Sie will Vergeltung für das, was er ihr und ihrer Familie angetan hat. Vadim hat vor den Augen von Sascha und ihren beiden kleinen Geschwistern ihre Mutter erschossen. Sascha lebt in einer hässlichen Hochhaussiedlung und hat ihre ganz eigene Art, mit dem Trauma, dass ihre Mutter vom Stiefvater getötet wurde, umzugehen. So geht sie auch prompt in die Offensive, als ein Artikel in der Zeitung veröffentlicht wird, der den Mörder ihrer Mutter in ein positives Licht rückt. Wutentbrannt stellt sie den verantwortlichen Redakteur zur Rede. Als Kompensation bietet der ihr sein Haus als vorübergehende Bleibe an, worauf sich eine Dreiecksgeschichte zwischen Sascha, dem Journalisten und dessen Sohn Felix entspinnt.

## Kritik
„Die Adaption des gleichnamigen Debütromans von Alina Bronsky konzentriert sich ganz auf die großartig gespielte Hauptfigur. Auch wenn im authentischen Szenario Klischees nicht ganz vermieden werden, überzeugt der Film durch lebensnahe Dialoge und die einfühlsame Regie.“

## Hintergrund
Gedreht wurde der Film vom 3. November bis 15. Dezember 2011 in Stuttgart und Köln.
Finanziert wurde der von Eyeworks Film Gemini GmbH produzierte Film von der Filmstiftung Nordrhein-Westfalen, dem BKM und der Medien- und Filmgesellschaft Baden-Württemberg.
Seine Festivalpremiere hatte der Film im Januar 2013 auf dem Filmfestival Max Ophüls Preis. Der offizielle Kinostart war am 21. November 2013.

## Festivals und Preise
- Bozner Filmtage 2014: Wettbewerb[1]
  - Preis des Landes Südtirol für den besten Spielfilm[2]
- Filmfestival Max Ophüls Preis 2013: Wettbewerb[3]
  - Nachwuchsdarstellerpreis für Jasna Fritzi Bauer, Fritz-Raff-Drehbuchpreis für Katharina Kress[4]
- Filmkunstfest Mecklenburg-Vorpommern 2013: Wettbewerb[5]
  - Publikumspreis, Preis der CineStar, Preis der Jury der deutschsprachigen Filmkritik in der FIPRESCI[6]
- Neisse Filmfestival 2013: Eröffnungsfilm[7]